# Cerastium szechuense
Cerastium szechuense är en nejlikväxtart som beskrevs av Frederic Newton Williams. Cerastium szechuense ingår i släktet arvar, och familjen nejlikväxter. Inga underarter finns listade i Catalogue of Life.